# Sărituri (gimnastică)

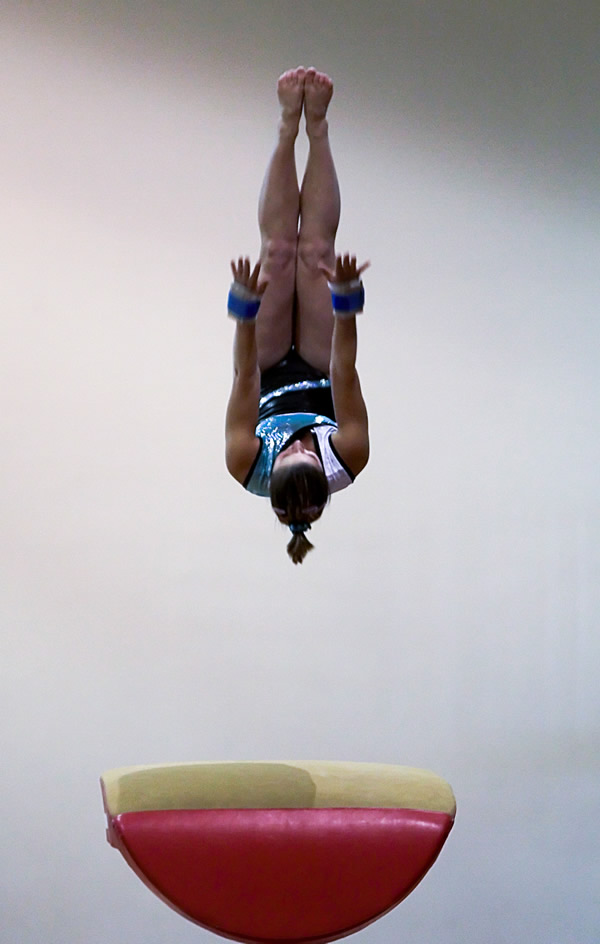

Săriturile constituie unul din aparatele din gimnastica artistică comune pentru gimnastica feminină și cea masculină. În competițiile internaționale, simbolul pentru sărituri este VT, de la cuvântul englezesc vault, care desemnează aparatul.
| Înălțime | 125 cm (femei) 135 cm (bărbați) |
| Lungime  | 120 cm                          |
| Lățime   | 95 cm                           |

## Notare și reguli de siguranță
Arbitrii notează atât exercițiile impuse, cât și cele libere conform unui cod bazat pe dificultate, execuție, tehnică și compoziție. Depunctările se bazează pe erori de execuție, formă fizică precară, dezechilibrări, aterizări greșite ș.a.m.d. Orice cădere este automat depunctată cu 0,5 puncte la nivelurile obișnuite ale gimnasticii și cu 0,8 puncte la nivelurile de elită ale gimnasticii europene, mondiale și olimpice.

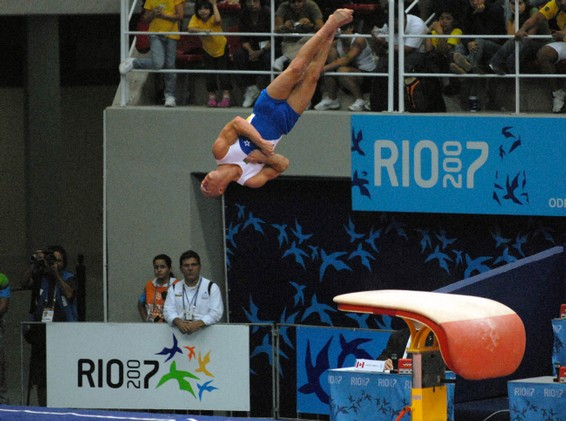
Diego Hypólito executând un Iurcenko întins cu 2 rotații.

## Tipuri de sărituri populare din gimnastica
- Săritura Iurcenko
- Săritura Tsukahara